# 骨笃禄攻唐之战
骨笃禄攻唐之战，唐高宗永淳元年（682年）至唐睿宗永昌元年（689年）后突厥骨笃禄可汗率兵攻掠唐朝北方诸州（包括塞内和漠北），唐军在各地进行抵抗的战争。
唐高宗后期，皇后武则天操纵朝政，弘道元年（683年）十二月，高宗驾崩，武后专政。繼续剪除异己，激起徐敬业起兵，宗室诸王李冲、李贞等举兵反武，武则天派大军将其平定。当时吐蕃、西突厥余部进攻西北，青海（今青海湖）、安西（都护府治所碎叶镇，今中亚托克马克）地区告急。东突厥复兴为后突厥，首领阿史那伏念、阿史德温傅等连续发兵攻掠北方边地。唐朝多面作战，疲于奔命。
伏念、温傅战败之后，阿史那骨笃禄召集余众，自称可汗，再次起兵反唐。熟知唐朝边疆虚实的原单于府检校降户部落官员阿史德元珍统帅东突厥兵马，自682年起，不断攻掠唐朝北方边地各州。682年，骨笃禄、元珍率军进犯并州（治晋阳，今太原市西南）、单于都护府（治今内蒙古和林格尔西北）北境。六月，杀岚州刺史王德茂。唐朝派右领军卫将军薛仁贵率军进击，在云州（治云中，今山西省大同市）大破元珍，杀万余人，俘虏二万余人。683年二月，突厥攻打定州（治安喜县，今河北省定州市），被刺史霍王李元轨击退，再攻妫州（治今北京市怀柔区东南）。三月，又进攻单于都护府，俘杀司马张行师。唐高宗以胜州都督王本立、夏州都督李崇义率军分道救援。五月，攻掠蔚州（治灵丘，今山西蔚县），杀刺史李思俭。丰州都督崔智辩率军在朝那山（今内蒙古五原县地境）北攻打突厥，战败被俘杀。朝廷一度想要放弃丰州，因丰州司马唐休璟坚持不废，而被停止。六月，东突厥部攻掠岚州（治今山西岚县北），被偏将杨玄基部击走。十一月，唐朝以右武卫将军程务挺为单于道安抚大使，招讨骨笃禄等。
684年七月，骨笃禄等率军攻掠朔州（治善阳，今山西朔州市），杀掠官民，被程务挺击败，九月，武则天以左武威卫大将军程务挺为单于道安抚大使，防备突厥。685年二月，骨笃禄等多次攻扰北边，武则天命左玉钤卫中郎将淳于处平为阳曲道行军总管率兵抗击。四月，淳于处平引率军救援代州（治雁门，今山西代县），在忻州（治今山西忻州市）为突厥所败。686年九月，骨笃禄等率军攻掠北边，左鹰扬卫大将军黑齿常之率命领兵抗击，在两井之战击破突厥。687年二月、七月，骨笃禄攻扰昌平（今北京市昌平区西南）、朔州。武则天命黑齿常之为燕然道大总管，左鹰扬卫大将军李多祚为副大总管，率军进击在黄花堆地区（今山西山阴县东北）大破突厥。十月，右监门卫中郎将爨宝璧表请穷追突厥，武则天令他与黑齿常之商议，作为声援。爨宝璧想要独占军功，不等黑齿常之同意，擅自率领精兵一万三千人先行，出二千余里，进袭突厥。既至，又派人告知，使其严加防备，结果被突厥击败，全军覆没没。武则天杀死宝爨宝璧，改骨笃禄之名为不卒禄，689年五月，武则天命僧人薛怀义为新平军大总管率军北伐突厥。走到紫河（今内蒙古和林格尔县南、清水河县西北之浑河/旧作红河，为黄河支流），不见突厥兵而回。九月，武则天又派薛怀义率軍二十万，讨伐骨笃禄。690年正月，骨笃禄去世。
骨笃禄等趁武则天专权，政局动荡不安，唐军分军作战，无力大规模有效反击，抓住战争主动权，以骑兵快速机动，多次攻掠北方各地。唐朝有黑齿常之等抗作战胜利，但败多胜少，不能改变战略上被动挨打之勢。